# 梁熙 (前秦)
梁熙（4世纪—385年），小字白瓜，前秦将官，376—385年间为凉州刺史。

## 生平

### 兼并前凉
建元十二年（376年），秦天王苻坚下诏称前凉君主张天锡虽已称藩受封但臣道未纯，遣使持节、武卫将军苟苌、左将军毛盛、中书令梁熙、步兵校尉姚苌等率兵临西河，由尚书郎阎负、梁殊奉诏征张天锡入朝，若张天锡违命，就进军讨伐。当时秦步骑十三万，苻坚又命秦州刺史苟池、河州刺史李辩、凉州刺史王统率三州之众为苟苌后继。七月，阎负、梁殊到凉都姑臧，被张天锡所杀。八月，梁熙、姚苌、王统、李辩从清石津渡河，攻凉骁烈将军梁济（一作梁粲）于河会城，迫其投降。苟苌从石城津渡河，与梁熙等会合攻克缠缩城。凉龙骧将军马建惧怕，从杨非退屯清塞。后来前凉兵败，张天锡投降。九月，苻坚以梁熙为持节、西中郎将、凉州刺史，领护西羌校尉，镇姑臧，徙豪族七千余户到关中，其余如故。

### 镇守凉州
梁熙清俭爱民，河西地区因他得安。以原凉武威太守索泮为别驾，原凉宣威护军宋皓为主簿。西平人郭护起兵攻秦，梁熙以宋皓为折冲将军，讨平之。
建元十四年（378年）九月，梁熙遣使入西域，宣扬前秦威德，并赐诸国王缯彩，于是十多国朝献于秦。大宛献上天马千里驹，苻坚谢绝。
建元十五年（379年）正月，苻坚因东晋治下的襄阳久攻不下，意欲亲征，诏弟阳平公苻融以关东六州之兵会合于寿春，梁熙以河西兵为后继。苻融谏阻之；梁熙也劝谏称东晋皇帝不如孙皓残暴，江山险固，易守难攻，分命将帅引关东之兵南临淮、泗，派梁、益士兵东出巴、峡就可以扫清江表了，汉光武帝诛公孙述、晋武帝擒孙皓都不需要劳皇帝亲征。苻坚才作罢。

### 败亡
苻坚末年，前秦分崩离析；当阳门震动，梁熙问西平郡主簿郭黁这是什么征兆，郭黁答：“这是为了四夷之事。应当有两个外国国王来朝主上，一个能回国，一个死在此城。”一年多后，鄯善、前部王来朝苻坚，西归时，鄯善王死于姑臧。
太安元年（385年）九月，受任为使持节、都督西域征讨诸军事的骁骑将军吕光在平定西域后率驼二千余头、外国珍宝及奇伎、异戏、殊禽、怪兽千余品，骏马万余匹，从龟兹回到宜禾，梁熙图谋闭境拒绝放行。高昌太守杨翰进言称：吕光新破西域，兵强气锐，闻中原丧乱，必有异图；河西地方万里，带甲十万，足以自保；若吕光出流沙，其势难敌；建议梁熙守住高梧谷口险要，夺其水源，坐视其陷于饥渴；如以为高梧谷口太远，也可以在伊吾关拒敌，即使敌人有张良之策，也无计可施。梁熙不听。美水令张统对梁熙说：如今关中大乱，京师未知是否失守，吕光此来，其心难测，将军如何拒之？梁熙说自己担忧，也不知所措。张统说吕光智略过人，拥思归之士，乘战胜之气，其锋不易阻拦；指出梁熙“世受大恩，忠诚夙著”，建立梁熙勤王，拥立勇冠一时的苻坚堂弟行唐公苻洛为盟主以收众望，以忠义为名统帅群豪，则吕光即使到了也不敢有异心，再供给其精锐，向东兼并毛兴，联合王统、杨璧，合四州之众，扫除凶逆、安宁王室，这是桓、文之举。梁熙又不听，将苻洛杀死在流放地西海郡。
吕光闻杨翰之谋，惧怕不敢进。将军杜进说梁熙文雅有馀，机鉴不足，是不能用杨翰之谋的，不足为忧，应该趁其上下离心，速进以夺取之。吕光从之，进军至高昌，杨翰以郡迎降。吕光到玉门，梁熙移檄责怪吕光擅自回师，以子梁胤为鹰扬将军，与振威将军姚皓、别驾卫翰率众五万拒吕光于酒泉。敦煌太守姚静、晋昌太守李纯以郡降吕光。吕光传檄凉州，责梁熙无赴难之志，却遏止自己的归国之众；遣彭晁、杜进、姜飞为前锋，与梁胤战于安弥，大破擒之。于是四山胡、夷皆附于吕光。武威太守彭济擒梁熙投降，吕光杀梁熙。吕光入姑臧，自领凉州刺史，表杜进为武威太守，其余将佐各受职位，凉州郡县皆降于吕光，只有酒泉太守宋皓、西郡太守索泮守城不下，吕光破城擒之，责怪索泮：“我受诏平西域，而梁熙绝我归路，他是朝廷的罪人，卿为何附之？”索泮说：“将军受诏平西域，不是受诏乱凉州，梁公何罪，将军杀之？我索泮只是苦于力不足，不能报君父之仇罢了，岂肯如逆氐彭济之所为！主灭臣死本来就是常理。”吕光杀索泮、宋皓及索泮弟伏波将军、典农都尉索菱。
主簿尉祐奸佞倾险，与彭济同擒梁熙，吕光宠信之。尉祐谮杀姚皓、尹景等名士十余人，导致远近离心，后尉祐本人也反叛。
临松卢水胡人沮渠蒙逊博涉群史，颇晓天文，雄杰有英略，滑稽善权变，梁熙和吕光都以为奇而忌惮他，所以他常游玩饮酒收敛锋芒。

## 轶闻
前凉天水太守史棱暴疾而死，五日后醒来，说看到凉光殿都是白瓜。后来前秦派梁熙灭凉，白瓜正是梁熙的小字。

## 评价
后来孟祎对南凉王秃发傉檀举例说“梁熙据全州之地，拥十万之众，军败于酒泉，身死于彭济”，指出“信顺可以久安，仁义可以永固”，得到秃发傉檀的赞许。
嘉兴三年（419年）五月，西凉主簿汜称上疏谏凉公李歆时说：“梁熙成为凉州刺史后，不抚百姓，专为聚敛，借前秦兵乱之机据有全凉州之地，建元十九年，姑臧南门崩塌，闲豫堂有陨石坠落；明年儿子战败，自己也为吕光所杀。”建议李歆吸取教训，但李歆并未采纳。